# علم النانو الكمي

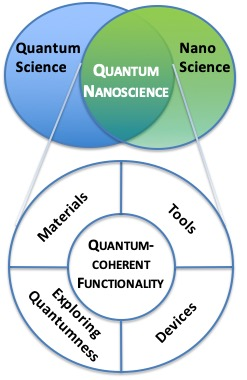
المكونات التمكينية: المواد والأدوات والأجهزة واستكشاف الكم التي تسعى إلى تحقيق وظائف متماسكة كمومية هي جزء من علم النانو الكمومي.

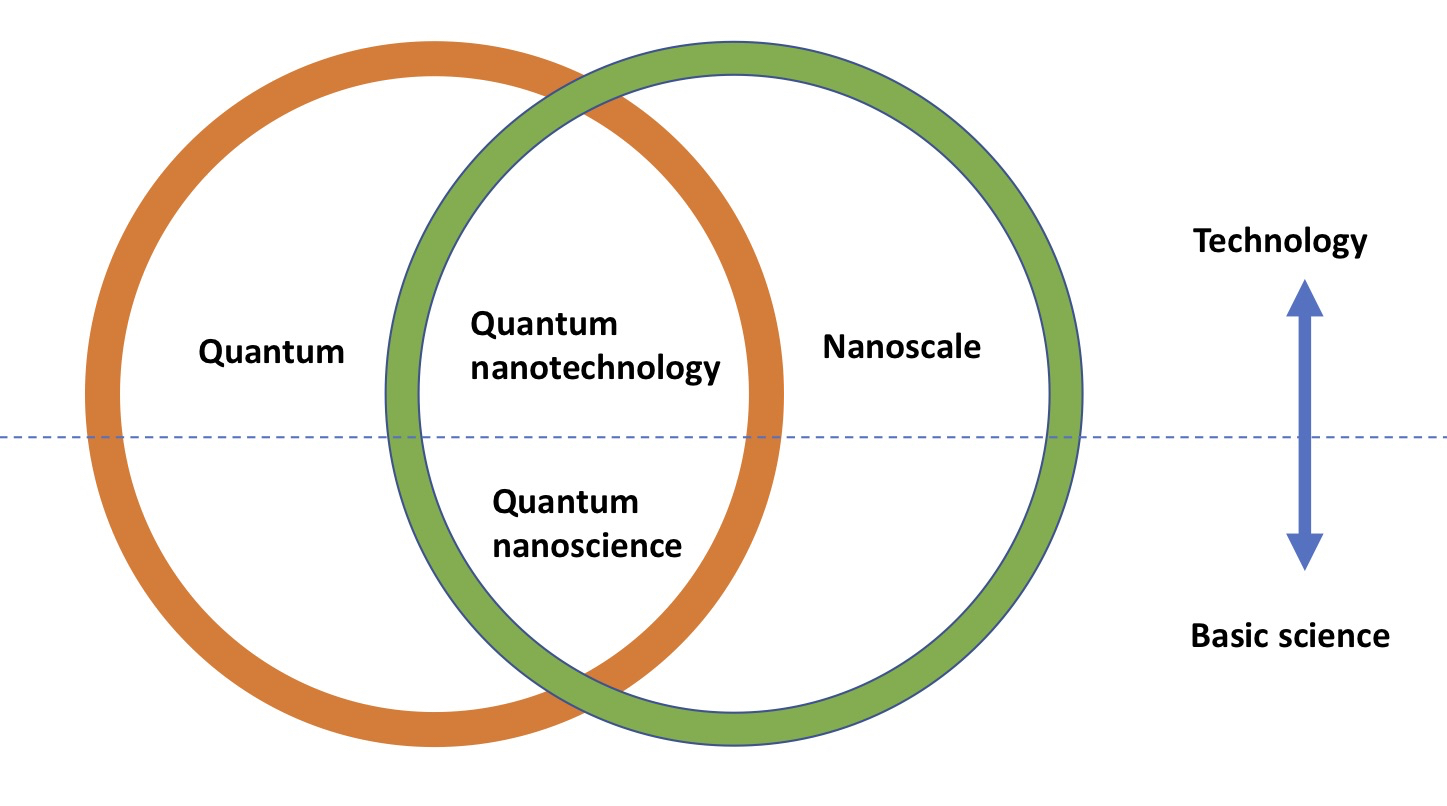
علم النانو الكمي هو الأساس لتقنيات النانو الكمومية ، وتخلق التقنيات النانوية الكمومية الجديدة فرصًا جديدة للبحث في علم النانو الكمومي.

علم النانو الكمي هو مجال البحث الأساسي عند تقاطع علم المقياس النانوي وعلم الكم الذي يخلق الفهم الذي يمكّننا من تطوير تقنيات النانو . يستخدم ميكانيكا الكم لاستكشاف واستخدام التأثيرات الكمية المتماسكة في الهياكل النانوية الهندسية. قد يؤدي هذا في النهاية إلى تصميم أنواع جديدة من الأجهزة النانوية والمواد ذات المقياس النانوي ، حيث يتم وصف وظائف وبنية الأجهزة النانوية الكمومية من خلال الظواهر الكمومية مثل التراكب والتشابك . مع العمل المتزايد نحو تحقيق الحوسبة الكمومية ، اتخذ الكم معنى جديدًا يصف التأثيرات على هذا النطاق. يشير الكم الحالي إلى ظواهر ميكانيكا الكم المتمثلة في التراكب والتشابك والتماسك الكمي المصمم هندسيًا بدلاً من الظواهر التي تحدث بشكل طبيعي.

## المفاهيم الاساسية

### المنطق
يستكشف علم النانو الكمومي ويستخدم التأثيرات الكمية المتماسكة في الهياكل النانوية المهندسة. التماسك هو خاصية للنظام الكمومي الذي يسمح بالتنبؤ بتطوره في الوقت المناسب، بمجرد أن يتم تحضيره في التراكب لحالات كمية مختلفة. هذه الخاصية مهمة عندما ينوي المرء استخدام النظام لمهام محددة، مثل تنفيذ سلسلة من العمليات المنطقية في جهاز كمبيوتر كمومي. ان التماسك الكمي هش ويمكن فقده بسهولة إذا أصبح النظام كبيرًا جدًا أو تعرض لتفاعلات غير منضبطة مع البيئة. حيث تبشر الوظائف الممكّنة للتماسك الكمي بإمكانية جعل التقنيات التخريبية الممكنة مثل الحوسبة الكمومية ، والتواصل الكمي ، والمحاكاة الكمومية، والاستشعار الكمومي . إن التأثيرات الكمومية المتماسكة على المقياس النانوي هي منطقة مجهولة نسبيًا. لذلك، يعتبر مجال علم النانو الكمومي خاصًا بين العلوم الأساسية لأنه يوفر طريقًا إلى هذه الحدود للمعرفة البشرية.
يعتبر التماسك الكمي في صميم علم النانو الكمومي. الهدف من هذا المجال هو معالجة واستغلال وظائف التماسك الكمومي. يكرس الكثير من علم النانو الكمومي لفهم آليات فك الترابط من أجل الحفاظ على التماسك وتعظيمه.

### التراكب
التراكب هو الظواهر الكمومية حيث يمكن للكيان أن يوجد في وقت واحد في حالتين. الوصف الكلاسيكي هو تجربة قط شرودينجر . في تجربة gedanken هذه، يمكن أن تكون القطة على قيد الحياة وميتة حتى يتم ملاحظة حالة القط بالفعل.

### التشابك
التشابك الكمي يمكن ربط الدول الكم من اثنين أو أكثر من الكائنات على أي مسافة. يقع التشابك في قلب النقل الآني الكمي والتواصل الكمي .

## مكونات التمكين
يشمل السعي وراء الوظائف الممكّنة للتماسك الكمي المجالات التمكينية لأبحاث علم النانو الكمي، مثل تمكين المواد والأدوات الموجهة نحو هدف تحقيق وظائف ممكّنة للتماسك. عناصر الكم والمواد والأدوات والتصنيع كلها كم و / أو نانو. يمكن أن يشمل علم النانو الكمومي هذه طالما أنها تسعى إلى المسار نحو وظائف متماسكة الكم.

## التطبيقات العملية
- الاحصاء الكمية
- الاتصال الكمي هو اتصال آمن للغاية ومقاوم للاختراق باستخدام الحالات المتشابكة.
- محاكاة الكم
- يستخدم الاستشعار الكمي حالة كمومية من أجل الإحساس بجسم آخر.

## قراءات متعمقة
- Feynman، Richard P. (مارس 1992). "There's plenty of room at the bottom [data storage]". Journal of Microelectromechanical Systems. ج. 1 ع. 1: 60–66. DOI:10.1109/84.128057. ISSN:1057-7157.
- Benioff، Paul (مايو 1980). "The computer as a physical system: A microscopic quantum mechanical Hamiltonian model of computers as represented by Turing machines". Journal of Statistical Physics. ج. 22 ع. 5: 563–591. Bibcode:1980JSP....22..563B. DOI:10.1007/BF01011339. ISSN:1572-9613.
- Benioff، Paul (7 يونيو 1982). "Quantum Mechanical Models of Turing Machines That Dissipate No Energy". Physical Review Letters. ج. 48 ع. 23: 1581–1585. Bibcode:1982PhRvL..48.1581B. DOI:10.1103/PhysRevLett.48.1581.
- Eigler، Donald؛ Schweizer، Erhard K. (5 أبريل 1990). "Positioning single atoms with a scanning tunnelling microscope" (PDF). Nature. ج. 344 ع. 6266: 524–526. Bibcode:1990Natur.344..524E. DOI:10.1038/344524a0. مؤرشف من الأصل (PDF) في 2022-09-24. اطلع عليه بتاريخ 2019-01-25.
- Milburn، Gerard J.؛ Woolley، M. J. (2008). "Quantum nanoscience". Contemporary Physics. ج. 49 ع. 6: 413–433. Bibcode:2008ConPh..49..413M. DOI:10.1080/00107510802601724.
- Seeman، Nadrian (23 يناير 2003). "DNA in a material world" (PDF). Nature. ج. 421 ع. 6921: 247–231. Bibcode:2003Natur.421..427S. DOI:10.1038/nature01406. PMID:12540916. مؤرشف من الأصل (PDF) في 2022-12-25. اطلع عليه بتاريخ 2019-01-25.
- جيرارد جي ميلبورن، بول ديفيز ، آلات شرودنجر: تكنولوجيا الكم تعيد تشكيل الحياة اليومية ((ردمك 0716731061) )
- Deutsch D. ، الفيزياء والفلسفة وتكنولوجيا الكم ، في وقائع المؤتمر الدولي السادس للاتصالات الكمية والقياس والحوسبة، Shapiro ، JH and Hirota ، O. ، Eds. (مطبعة رينتون، برينستون، نيوجيرسي 2003)
- تاراسوف، تقنية النانو الكمومية، المجلة الدولية لعلم النانو. نسخة محفوظة 1 يوليو 2019 على موقع واي باك مشين. المجلد 8. نسخة محفوظة 1 يوليو 2019 على موقع واي باك مشين. رقم 4-5. (2009) 337-344. نسخة محفوظة 1 يوليو 2019 على موقع واي باك مشين.

## روابط خارجية
- قسم علم النانو الكمومي - معهد كافلي لعلم النانو
- مجموعة علوم النانو الكمومية - شبكة تكنولوجيا النانو التابعة لمجلس البحوث الأسترالي نسخة محفوظة 25 فبراير 2017 على موقع واي باك مشين.
- مركز علم النانو الكمومي
- مركز مايك وأوفيليا لازاريديس لعلم النانو الكمومي
- قسم علم النانو الكمومي - معهد بيتر جرونبيرج، مركز الأبحاث يوليش